# Beroepsopleidende leerweg
De beroepsopleidende leerweg (BOL) is een Nederlandse onderwijsvorm behorende tot het middelbaar beroepsonderwijs (mbo) en wordt gegeven op een regionaal opleidingencentrum (ROC) of een agrarisch opleidingscentrum (AOC).
Een beroepsopleidende leerweg omvat een praktijkdeel van ten minste 20% en minder dan 60%. Er wordt in deze opleiding meer tijd in school doorgebracht dan bij de andere leerweg in het middelbaar beroepsonderwijs: de beroepsbegeleidende leerweg (bbl).
Op het ROC/AOC zijn drie opleidingsmogelijkheden behorende tot de beroepsopleidende leerweg:
- de vakopleiding (twee tot vier jaar) een opleiding tot volledig zelfstandige uitvoerder van werkzaamheden.
- de middenkaderopleiding (drie tot vier jaar) en
- de specialistenopleiding (kopstudie van één tot twee jaar) een opleiding tot volledig zelfstandige uitvoerder van werkzaamheden. Hierbij is sprake van een brede inzetbaarheid of specialisatie. Een leerling kan na een opleiding op niveau 4 doorstromen naar het hoger beroepsonderwijs.

Tegenwoordig wordt deze manier van opleiden ook aangeduid met de term mbo-dagonderwijs.